# Lidak
Lidak is een bestuurslaag in het regentschap Belu van de provincie Oost-Nusa Tenggara, Indonesië. Lidak telt 4845 inwoners (volkstelling 2010).